# B+R

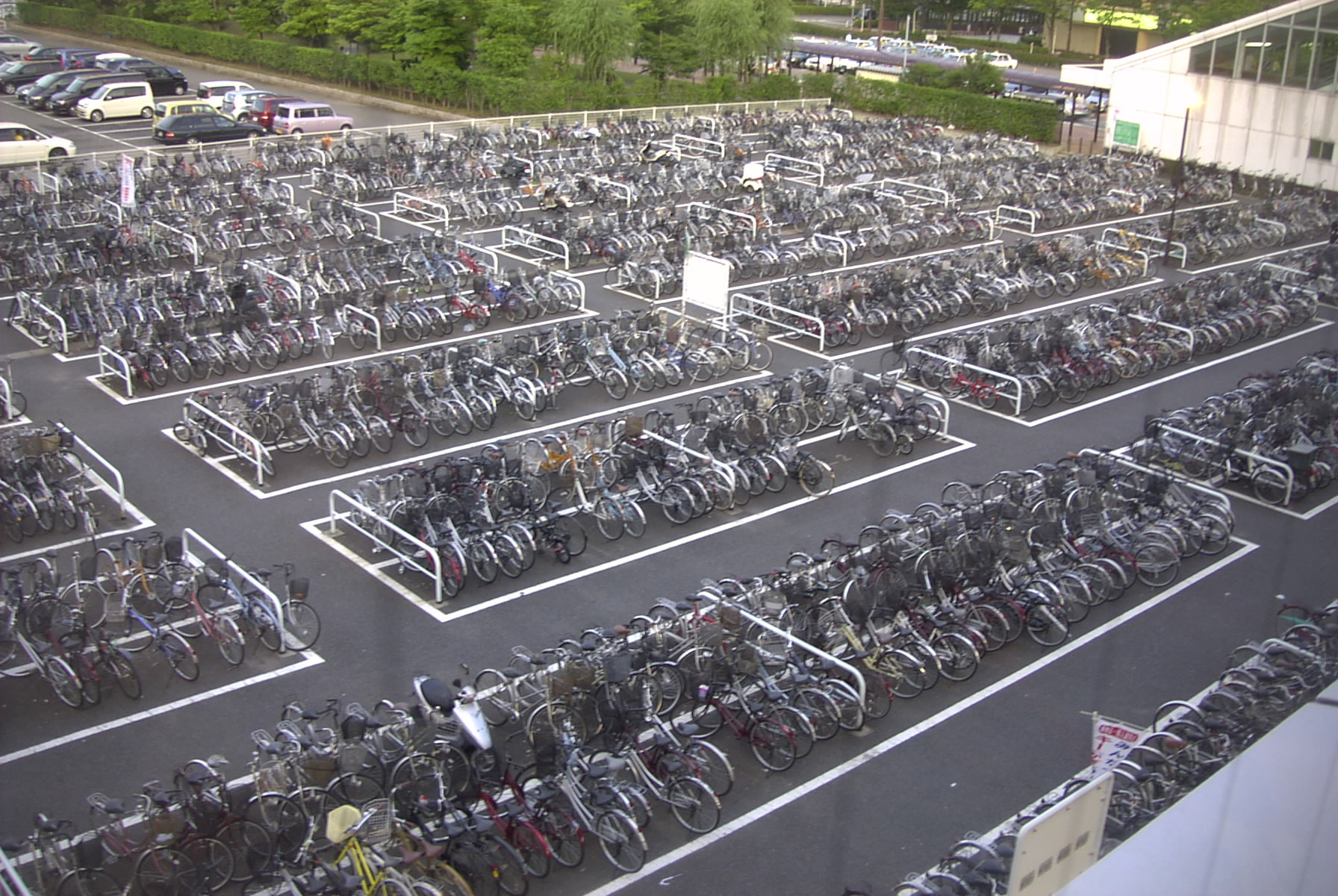
Parkoviště kol v japonské Niigatě

B+R (bike and ride, česky „přijeď na kole a jeď“) je forma kombinované přepravy s návazností cyklistické dopravy na veřejnou hromadnou dopravu. Umožňuje se zejména budováním míst a zařízení k bezpečnému odkládání jízdních kol v blízkosti nádraží, stanic metra a jiných terminálů nebo zastávek veřejné dopravy. Je důležitým nástrojem podpory veřejné hromadné dopravy a integrovaných dopravních systémů.
Jiným způsobem podpory cyklistiky i veřejné dopravy je možnost přepravy jízdních kol ve vozidlech veřejné hromadné dopravy.

## Česká republika
V Praze poskytují službu B+R téměř všechna parkoviště P+R, která se nacházejí v blízkosti stanic metra a vlakových nádraží. Parkování je zdarma. Využívání služby je však velmi nízké.
Českou specialitou, poskytující obdobnou službu, jsou cyklověže Biketower. Jsou to věžovité stavby sloužící k automatizovanému parkování jízdních kol. Kapacita jedné věže je asi 120 kol, byly postaveny i na Slovensku a v Německu.